# シニアネット
シニアネット（senior net）とは高齢者のネットワークを意味するが、狭義にはアメリカの非営利団体であるSeniorNetと設立趣旨が類似した民間団体を指す。
1986年にマークル財団の資金提供を得て始められた研究プロジェクトから設立されたSeniorNetは、「高齢者にコンピュータテクノロジーを活用するための教育を行い、彼らの知識と知恵を拡大する」ことを使命として、各地に学習センターを設置するとともに、ボランティアの育成を行っている。会員の参加資格は50歳以上とし、会員は年額43ドル程度の会費を負担する。

## 日本のシニアネット
日本国内でもSeniorNetの支部ではないが、その影響を受けたと思われる「シニアネット」の名称を冠した団体が各地に存在する。任意団体あるいはNPO法人、参加資格の設定など運営方法にいくらかの違いはあるが、高齢者のためのパソコン教室を開設するなどの特徴は共通している。またシニアネット同士の国内交流あるいは国際交流も行われている。ただしもともと高齢者の団体であるため、中心メンバーの一層の高齢化などの理由によって活動が停滞している団体もある。

## シニアITアドバイザー（SITA）
富士通ラーニングメディアではシニアのパソコンに対する知識と、初心者への指導技術を認定するシニアITアドバイザー制度を2000年11月1日から開始している。
日本のシニアネットの中にはこの認定試験の受験を前提とした学習コースを備えているところもある。
2018年9月30日に新規申込受付を終了し、SITA（シニアITアドバイザー?）制度と名称のみ継続中である。

## シニア情報生活アドバイザー（SILA）
経済産業省所管の一般財団法人ニューメディア開発協会ではシニア情報生活アドバイザー制度を設け、養成講座を実施する団体への補助事業を行っている。